# Hibiscus richardsiae
Hibiscus richardsiae är en malvaväxtart som beskrevs av Arthur Wallis Exell. Hibiscus richardsiae ingår i Hibiskussläktet som ingår i familjen malvaväxter. Inga underarter finns listade i Catalogue of Life.